# Prefetti della provincia di Livorno
Elenco dei prefetti della provincia di Livorno a partire dall'istituzione della carica di governatore nel 1591.

## Granducato di Toscana

### Governatori di Livorno (1591-1807)
Dal 1591 il titolo di commissario o capitano è mutato in quello di "Governatore delle Armi e della Città e Porto di Livorno", quale rappresentante del governo centrale granducale. Aveva funzioni civili (applicazione delle leggi adattandole alla realtà locale, controllo sul porto e le attività di commercio, affari politici, polizia e bargello, sanità, Grascia e approvvigionamenti, direzione degli spedali) e militari (garanzia della neutralità del porto, controllo e difesa della costa sotto la sua giurisdizione, soprintendenza alle difese militari).
- 1582: Cesare Canaviglia, napoletano che non ebbe il titolo ufficiale di governatore
- 1591: Giovanni Manoli Volterra, greco unito originario di Zante. In precedenza era stato comandante della Fortezza Vecchia.
- 1609: Antonio Martelli, da Firenze. In precedenza era stato ammiraglio delle galere dell'Ordine di Santo Stefano
- 1618: marchese Jacopo Inghirami di Montegioccio, volterrano, anch'egli già ammiraglio delle galere di Santo Stefano
- 1621: conte Giulio da Montauto, aretino, ammiraglio come i precedenti
- 1624: marchese Bartolommeo Del Monte, aretino, già supplente di Montauto
- 1624: conte Giulio Guidi, da Volterra, cavaliere di Santo Stefano
- 1624: don Pietro de' Medici, fratello naturale del granduca Ferdinando I
- 1636: conte Giulio Barbolani di Montauto, aretino, ammiraglio
- 1641: patrizio Lodovico da Verrazzano, da Pisa, amm. generale delle galere
- 1646: senatore marchese Pietro Capponi, fiorentino, già supplente di Verrazzano
- 1647: marchese Angiolo Maria della Stufa, fiorentino
- 1647: principe don Giovanni de' Medici, marchese di Sant'Angiolo, architetto militare
- 1648: marchese Cosimo Riccardi, fiorentino
- 1649: senatore conte Filippo Pandolfini, fiorentino
- 1652: senatore cav. Angiolo Acciaioli, fiorentino, tumulato in Santa Croce a Firenze (1654)
- 1655: senatore marchese Antonio Serristori, fiorentino e i governatori militari Miniato Miniati 1658, Tommaso Serristori 1665
- 1672: senatore marchese Raffaello de' Medici, tumulato in San Sebastiano e gov. militare Giacinto Coppi
- 1678: generale marchese Marco Alessandro del Borro, da Arezzo, tumulato in Duomo con grande monumento
- 1701: conte Mario Tornaquinci, da Firenze, già governatore di Portoferraio e poi castellano della Fortezza da Basso
- 1717: barone Alessandro Del Nero, patrizio fiorentino, governatore anche di Portoferraio
- 1730: marchese Giuliano Gaspero Capponi, da Firenze, ha l'incarico confermato dai Lorena
- 1746: marchese Carlo Maria Ginori, da Firenze, comandante supremo del littorale e real marina da guerra, tumulato in Duomo con monumento
- 1757: marchese Filippo Bourbon del Monte, aretino, generale, feldmaresciallo toscano, tumulato in Duomo
- 1782: conte Federigo Barbolani da Montauto, da Arezzo, cavaliere dell'ordine del leone palatino, monumento in Duomo
- 1789: Francesco Seratti, livornese, generale e consigliere di Stato; governatore militare Luigi Bartolini Batelli
- 1796: barone Francesco Spannocchi, napoletano, patrizio senese. Arrestato nello stesso anno da Napoleone Bonaparte, tornò al suo posto nel 1814
- 1796: colonnello Jacopo De Lavillette, originario della Lorena, ad interim
- 1806: generale Domenico Mattei, livornese, cavaliere di Santo Stefano, rimane in carica fino al 1807

### Prefetti del dipartimento del Mediterraneo (1807-1814)
- 1807: Michele Saraff
- 1808: barone Guglielmo Antonio Benedetto Capelle
- 1811: barone Michele De Goyon
- 1814: barone Francesco Saraff

### Governatori di Livorno (1814-1862)
- 1814: barone Francesco Spannocchi Piccolomini per la seconda volta
- 1823: marchese Paolo Garzoni Venturi, da Lucca
- 1835: Giovanni Spannocchi, figlio del barone Francesco, tumulato in Duomo
- 1839: principe don Neri Corsini, marchese di Lajatico e generale, dimissionario
- 1847: commissario Giuseppe Sproni, livornese, dal 24 agosto 1847 al 15 gennaio 1848; commissario straordinario ministro Ridolfi (7-15 gennaio 1848)
- 1848: marchese Scipione Bargagli, da Siena, dal 15 gennaio 1848 al 24 maggio 1848, dimissionario
- 1848: marchese Lelio Guinigi Magrini, da Lucca, generale, dal 26 maggio 1848 al 27 settembre 1848, dimissionario
- 1848: cav. Ferdinando Tartini Salvatici, da Firenze, dal 28 settembre 1848 al 3 ottobre 1848, non è fatto entrare in città
- 1848: prof. Giuseppe Montanelli, da Fucecchio, dal 3 ottobre 1848 al 27 ottobre 1848, dimissionario
- 1848: dott. Carlo Pigli, da Arezzo, medico, dal 6 novembre 1848 al 19 marzo 1849, trasferito
- 1849: commissione governativa composta da Giorgio Manganaro, cav. Carlo Massei e dott. Tommaso Paoli dal 19 marzo 1849
- 1849: dott. Giorgio Manganaro, medico, dal 3 aprile 1849 al 16 aprile 1849
- 1849: commissione governativa del 18 aprile 1849: Giovanni Guarducci, Paolo Emilio Demi, Giovanni Salvi, A. Giovanni Bruto, E. Viti
- 1849: delegato civile straordinario Primo Ronchivecchi, delegato straordinario civile durante l'occupazione austriaca dal 18 maggio 1849 e con il governatore militare barone Folliot de Crenneville, austriaco
- 1855: commissario marchese Luigi Bargagli, da Siena, dal 22 gennaio 1855 al 2 maggio 1859, dimissionario
- 1859: commissario provinciale dott. Francesco Carega
- 1859: maggiore conte Teodoro Annibaldi Biscossi, piemontese, dal 15 maggio fino al 20 giugno 1862.

## Regno d'Italia

### Prefetti della provincia di Livorno (1862-1946)
Elenco dei prefetti della provincia di Livorno dal 1862 al 1946.
- Paolo Farina (22 giugno 1862 - 8 aprile 1863)
- Michele Amari (14 maggio 1863 - febbraio 1867)
- Giulio Alessandro De Rolland (febbraio 1867 - 15 settembre 1868)
- Benedetto Reggio (ottobre 1868 - 1869)
- Costantino De Magny (giugno 1869 - 28 ottobre 1871)
- Giulio Alessandro De Rolland (28 luglio 1872 - marzo 1876)
- Giuseppe Cornero (marzo 1876 - 31 agosto 1881)
- Giacinto Scelsi (31 agosto 1881 - 1882)
- Ottavio Lovera dei Marchesi di Maria (1882 - 5 novembre 1885)
- Giuseppe Colucci (5 novembre 1885 - 23 luglio 1889)
- Ferdinando Ramognini (7 agosto 1889 - 1890)
- Francesco De Seta (1890 - 5 febbraio 1893)
- Giovanni Giura (5 febbraio 1893 - 19 aprile 1894)
- Angiolo Martina (19 aprile 1894 - 14 febbraio 1895)
- Antonio Dall'Oglio (14 febbraio 1895 	- 14 marzo 1896)
- Saladino Saladini Pilastri (14 marzo 1896 - 19 ottobre 1896)
- Guglielmo Capitelli (16 ottobre 1896 - 1º ottobre 1897)
- Vincenzo Colmayer (1º ottobre 1897 -	 fine del 1899)
- Angelo Annaratone (16 febbraio 1900 - 9 febbraio 1904)
- Carlo Panizzardi (10 febbraio 1904 - 9 agosto 1908)
- Raffaele Doneddu Ardoino (10 agosto 1908 - 9 novembre 1910)
- Carmine Adami-Rossi (10 novembre 1910 - 30 settembre 1914)
- Giovanni Gasperini (1º ottobre 1914 - 9 novembre 1921)
- Eduardo Verdinois (10 novembre 1921 - 30 novembre 1922)
- Angelo Barbieri (1º dicembre 1922 - 28 febbraio 1925)
- Guido Farello (1º marzo 1925 - 9 luglio 1929)
- Cesare Giovara (10 luglio 1929 - 1º ottobre 1933)
- Guido Letta (2 ottobre 1933 - 9 settembre 1934)
- Francesco Piomarta (10 settembre 1934 - 9 settembre 1936)
- Emanuele Zannelli (10 settembre 1936 - 29 ottobre 1941)
- Manlio Binna (30 ottobre 1941 - 14 giugno 1943)
- Giannino Romualdi (15 giugno 1943 - 23 agosto 1943)
- Riccardo Ventura (24 agosto 1943 - 12 ottobre 1943)
- Giannino Romuladi (Capo della Provincia) (12 ottobre 1943 - 11 dicembre 1943)
- Edoardo Facduelle (Capo della Provincia) (12 dicembre 1943 - 14 giugno 1944)
- Francesco Miraglia (12 agosto 1944 - 5 agosto 1946)

## Repubblica Italiana

### Prefetti della provincia di Livorno (dal 1946)
Elenco dei prefetti della provincia di Livorno dal 1946.
- Antonio Mascolo (10 ottobre 1946 - 9 settembre 1947)
- Federico Solimena (10 settembre 1947 - 9 ottobre 1949)
- Francesco Tedeschi dell'Annunziata (10 ottobre 1949 - 9 ottobre 1950)
- Oscar Moccia (10 ottobre 1950 - 5 dicembre 1952)
- Pompeo Gorini (6 dicembre 1952 - 5 ottobre 1953)
- Gaetano Marfisa (6 ottobre 1953 - 21 ottobre 1956)
- Giulio Bianchi di Lavagna (22 ottobre 1956 - 7 ottobre 1958)
- Antero Temperini (8 ottobre 1958 - 3 gennaio 1960)
- Francesco De Lorenzo (4 gennaio 1960 - 10 ottobre 1961)
- Filippo Di Giovanni (11 ottobre 1961 - 30 aprile 1965)
- Francesco Puglisi (18 maggio 1965 - 19 ottobre 1970)
- Mario Cataldi (20 ottobre 1970 - 30 settembre 1976)
- Dante Virgilio (1º ottobre 1976 - 31 agosto 1980)
- Renato Ampola (vice prefetto reggente) (1º settembre 1980 - 9 gennaio 1981)
- Eugenio Panetta (10 gennaio 1981 - 6 aprile 1986)
- Nicola Bosa (7 aprile 1986 - 1º ottobre 1989)
- Alessandro Pierangeli (2 ottobre 1989 - 31 gennaio 1992)
- Cataldo Leone (vice prefetto reggente) (1º febbraio 1992 - 9 agosto 1992)
- Vincenzo Pellegrini (10 agosto 1992 - 1º settembre 1996)
- Andrea De Martino (2 settembre 1996 - 19 dicembre 2000)
- Vincenzo Gallitto (20 dicembre 2000 - 29 dicembre 2003)
- Giancarlo Trevisore (30 dicembre 2003 - 9 gennaio 2008)
- Domenico Mannino (10 gennaio 2008 - 31 marzo 2012)
- Girolamo Bonfissuto (vice prefetto reggente) (dal 1º aprile 2012 al 15 aprile 2012)
- Tiziana Giovanna Costantino (dal 16 aprile 2012 al 31 agosto 2016)
- Anna Maria Manzone (dal 5 settembre 2016 al 22 luglio 2018)
- Gianfranco Tomao (dal 23 luglio 2018 al 16 agosto 2020)
- Paolo D'Attilio (dal 17 agosto 2020 al 14 luglio 2024)
- Giancarlo Dionisi (dal 15 luglio 2024)